# AWA World Heavyweight Championship
El AWA World Heavyweight Championship (Campeonato Mundial Peso Pesado de la AWA en español) fue un campeonato mundial de lucha libre profesional que fue el campeonato demayor importancia dentro de la promoción American Wrestling Association. Es considerado como uno de los más prestigiosos título en la historia de la lucha libre profesional.

## Historia
El AWA World Heavyweight Championship fue creado en mayo de 1960 luego que la American Wrestling Association pasara a ser independiente luego de años de ser parte de la extensa lista de territorios de la National Wrestling Alliance bajo el nombre de NWA Minneapolis Boxing & Wrestling Club. El primer campeón fue Pat O'Connor que al mismo tiempo era campeón mundial de la NWA. O'Connor tenía la obligación de defender el cinturón ante el promotor y luchador Verne Gagne en un periodo de 3 meses, nunca hubo encuentro así que Gagne despojó del título a O'Connor autoproclamándose campeón. La creación de este campeonato hizo que el NWA Undisputed World Heavyweight Championship dejara de ser indiscutible al no ser el único campeonato mundial y dio paso a la creación de otras promociones con sus respectivos campeonatos mundiales, un ejemplo es el WWWF World Heavyweight Championship creado tres años después en la World Wide Wrestling Federation.
El Campeonato fue supuestamente reactivado por Dale Gagner en el circuito independiente AWA Superstars Of Wrestling en 1996, luego se supo que la World Wrestling Entertainment había demandado a Gagner por la ocupación del nombre AWA en el logo de la promoción y en otros detalles, ya que la WWE es dueño de la biblioteca de cintas de la AWA. AWA-SOW se cambió el nombre a Wrestling Superstars Life pero continuó usando el antiguo cinturón marcado "AWA" para su campeonato. En el año 2005 el circuito japonés Pro Wrestling ZERO1 se unió a la AWA, pero en el 2007 se separó, aunque manteniendo el cinturón AWA, el cual estableció para su propio campeonato.

## Lista de campeones
| Luchador:         | Reinado N°: | Derrotó a: | Fecha:                  | Días: | Ubicación:                  |
| ----------------- | ----------- | --- | ----------------------- | ----- | --------------------------- |
| Pat O'Connor      | 1           | Reinante Campeón de la NWA, otorgado reconocimiento a condición de defender el título en 180 días en el territorio.                                                                                | 18 de mayo de 1960      | 90    | N/A                         |
| Verne Gagne       | 1           | Otorgado cuando O'Connor rehúsa defender el campeonato. | 16 de agosto de 1960    | 329   | N/A                         |
| Gene Kiniski      | 1           | Verne Gagne | 11 de julio de 1961     | 28    | Minneapolis, Minnesota      |
| Verne Gagne       | 2           | Gene Kinsiki | 8 de agosto de 1961     | 154   | Minneapolis, Minnesota      |
| Mr. M             | 1           | Verne Gagne | 9 de enero de 1962      | 224   | Minneapolis, Minnesota      |
| Verne Gagne       | 3           | Mr. M | 21 de agosto de 1962    | 321   | Minneapolis, Minnesota      |
| The Crusher       | 1           | Verne Gagne | 8 de julio de 1963      | 12    | Minneapolis, Minnesota      |
| Verne Gagne       | 4           | The Crusher | 20 de julio de 1963     | 7     | Minneapolis, Minnesota      |
| Fritz Von Erich   | 1           | Verne Gagne | 27 de julio de 1963     | 12    | Omaha, Nebraska             |
| Verne Gagne       | 5           | Fritz Von Erich | 8 de agosto de 1963     | 112   | Amarillo, Texas             |
| The Crusher       | 2           | Verne Gagne | 28 de noviembre de 1963 | 16    | Saint Paul, Minnesota       |
| Verne Gagne       | 6           | The Crusher | 14 de diciembre de 1963 | 140   | Minneapolis, Minnesota      |
| Mad Dog Vachon    | 1           | Verne Gagne | 2 de mayo de 1964       | 13    | Omaha, Nebraska             |
| Verne Gagne       | 7           | Mad Dog Vachon | 15 de mayo de 1964      | 158   | Omaha, Nebraska             |
| Mad Dog Vachon    | 2           | Verne Gagne | 20 de octubre de 1964   | 207   | Minneapolis, Minnesota      |
| Mighty Igor Vodic | 1           | Mad Dog Vachon | 15 de mayo de 1965      | 7     | Omaha, Nebraska             |
| Mad Dog Vachon    | 3           | Mighty Igor Vodic | 22 de mayo de 1965      | 91    | Omaha, Nebraska             |
| The Crusher       | 3           | Mad Dog Vachon | 21 de agosto de 1965    | 83    | Saint Paul, Minnesota       |
| Mad Dog Vachon    | 4           | The Crusher | 12 de noviembre de 1965 | 365   | Denver, Colorado            |
| Dick The Bruiser  | 1           | Mad Dog Vachon | 12 de noviembre de 1966 | 7     | Omaha, Nebraska             |
| Mad Dog Vachon    | 5           | Dick The Bruiser | 19 de noviembre de 1966 | 99    | Omaha, Nebraska             |
| Verne Gagne       | 8           | Mad Dog Vachon | 26 de febrero de 1967   | 538   | Saint Paul, Minnesota       |
| Dr. X             | 1           | Verne gagne | 17 de agosto de 1968    | 14    | Bloomington, Minnesota      |
| Verne Gagne       | 9           | Dr. X | 31 de agosto de 1968    | 2625  | Minneapolis, Minnesota      |
| Nick Bockwinkel   | 1           | Verne Gagne | 8 de noviembre de 1975  | 1714  | Saint Paul, Minnesota       |
| Verne Gagne       | 10          | Nick Bockwinkel | 18 de julio de 1980     | 305   | Chicago, Illinois           |
| Nick Bockwinkel   | 2           | Otorgado el título por retiro de Gagne y estatus como contendiente No. 1 y excampeón. | 19 de mayo de 1981      | 467   | N/A                         |
| Otto Wanz         | 1           | Nick Bockwinkel | 29 de agosto de 1982    | 41    | Saint Paul, Minnesota       |
| Nick Bockwinkel   | 3           | Otto Wanz | 9 de octubre de 1982    | 501   | Chicago, Illinois           |
| Jumbo Tsuruta     | 1           | Nick Bockwinkel | 22 de febrero de 1984   | 81    | Tokio, Japón                |
| Rick Martel       | 1           | Jumbo Tsuruta | 13 de mayo de 1984      | 595   | Saint Paul, Minnesota       |
| Stan Hansen       | 1           | Rick Martel | 29 de diciembre de 1985 | 181   | East Rutherford, New Jersey |
| Nick Bockwinkel   | 4           | Otorgado el título al Hansen no querer defenderlo por tener jornadas de defensas futuras en All Japan Pro Wrestling; Hansen devuelve el cinturón con manchas de llanta, indicando haberlo aplanado | 28 de junio de 1986     | 308   | Denver, Colorado            |
| Curt Hennig       | 1           | Nick Bockwinkel | 2 de mayo de 1987       | 373   | San Francisco, California   |
| Jerry Lawler      | 1           | Curt Hennig | 9 de mayo de 1988       | 256   | Memphis, Tennessee          |
| Vacante           | N/A         | Debido a la separación de la CWA de la AWA | 20 de enero de 1989     | N/A   | N/A                         |
| Larry Zbyszko     | 1           | Gana batalla campal, eliminando por último a Tom Zenk. | 7 de febrero de 1989    | 368   | Saint Paul, Minnesota       |
| Masa Saito        | 1           | Larry Zbyszko | 10 de febrero de 1990   | 57    | Tokio, Japón                |
| Larry Zbyszko     | 2           | Masa Saito | 8 de abril de 1990      | 248   | Saint Paul, Minnesota       |
| Vacante           | N/A         | Debido a que Zbyszko se va a la WCW. | 12 de diciembre de 1990 | N/A   | N/A                         |
| Abandonado        | N/A         | Debido al cierre de la promoción | diciembre de 1991       | N/A   | N/A                         |

## Reinados más largos
| Luchador        | Días  | Fecha en que ganó      | Fecha en que perdió     |
| --------------- | ----- | ---------------------- | ----------------------- |
| Verne Gagne     | 2.625 | 31 de agosto de 1968   | 8 de noviembre de 1975  |
| Nick Bockwinkel | 1.714 | 8 de noviembre de 1975 | 18 de julio de 1980     |
| Rick Martel     | 595   | 13 de mayo de 1984     | 29 de diciembre de 1985 |
| Verne Gagne     | 538   | 26 de febrero de 1967  | 17 de agosto de 1968    |
| Nick Bockwinkel | 501   | 9 de octubre de 1982   | 22 de febrero de 1984   |

| N°. | Campeón           | Reinados | Total de días |
| --- | ----------------- | -------- | ------------- |
| 1   | Verne Gagne       | 10       | 4689          |
| 2   | Nick Bockwinkel   | 4        | 2990          |
| 3   | Mad Dog Vachon    | 5        | 775           |
| 4   | Larry Zbyszko     | 2        | 616           |
| 5   | Rick Martel       | 1        | 595           |
| 6   | Curt Hennig       | 1        | 373           |
| 7   | Jerry Lawler      | 1        | 256           |
| 8   | Mr. M             | 1        | 224           |
| 9   | Stan Hansen       | 1        | 181           |
| 10  | The Crusher       | 3        | 111           |
| 11  | Pat O'Connor      | 1        | 90            |
| 12  | Jumbo Tsuruta     | 1        | 81            |
| 13  | Masa Saito        | 1        | 57            |
| 14  | Otto Wanz         | 1        | 41            |
| 15  | Gene Kiniski      | 1        | 28            |
| 16  | Dr. X             | 1        | 14            |
| 17  | Fritz Von Erich   | 1        | 12            |
| 18  | Mighty Igor Vodic | 1        | 7             |
| 19  | Dick the Bruiser  | 1        | 7             |

## Mayor cantidad de reinados
- 10 veces: Verne Gagne.
- 5 veces: Maurice Vachon.
- 4 veces: Nick Bockwinkel.
- 3 veces: The Crusher.
- 2 veces: Larry Zbyszko.

## Datos interesantes
- Reinado más largo: Verne Gagne, 2.625 días
- Reinado más corto: Verne Gagne, Mighty Igor Vodic y Dick The Bruiser 7 días
- Campeón más viejo: Verne Gagne, 54 años, 4 meses y 22 días
- Campeón más joven: Rick Martel, 27 años, 11 meses y 25 días
- Campeón más pesado: Otto Wanz, 370 libras (168 kg).
- Campeón más liviano: Verne Gagne, 215 libras (98 kg).